# Інженер-майор (транспорт)

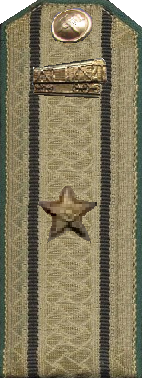
Погон інженер-майора вагонної служби (1943-54)

Інженер-майор (лат. ingenium — «здібність», «винахідливість»; і лат. major, — «старший»)  — персональне звання старшого начальницького складу в Народному комісаріаті шляхів сполучення в 1943–1954.
Інженер-майор був вище за рангом ніж інженер-капітан і нижче за директора-підполковника.

## Історія
Введене наказом № 711Ц від 13 вересня 1943 року для працівників залізничного транспорту (НКШС) ввелися персональні звання. Працівників було поділено на склади: рядовий, молодший, середній, старший та вищий начальницький склади. Звання інженер-майора було першим зі старшого начальницького складу. 
До звання додавалося уточнення згідно зі спеціальністю працівника: руху, тяги, шляхів та будівництва, зв'язку та адміністративної служби.
12 червня 1954 року було видано Указ Президії Верховної Ради СРСР «Про скасування персональних звань і відзнак для працівників цивільних міністерств і відомств». 

## Знаки розрізнення
Погони старшого начальницького складу зі срібного галуна, мали два чорні просвіти завширшки 4 мм. Ґудзики у верхній частині погона золочені з емблемою. Оксидовані емблеми на погонах згідно зі службою працівника. Звання позначалося на погонах п'ятипроменевими зірочками. Зірочки на погонах працівників залізничного транспорту, на відміну від військовиків, розташовувалися вздовж погону за віссю. Інженер-майор мав на погонах по одній зірочці.

## Див також
Знаки розрізнення залізничників